# A Kínai Köztársaság vasúti közlekedése
A Kínai Köztársaság vasúthálózatának hossza 1582 km. A vasúti közlekedés 1891-ben indult meg.

## Vasúti kapcsolata más országokkal
Mivel az ország Tajvan szigetén fekszik, így nincs és nem is volt a vasúti kapcsolata más országokkal. A távlati tervek közt szerepel egy tenger alatti alagút építése a Kínai Népköztársaság felé, de ezt leginkább a népi Kína szorgalmazza.